# L'Apache
L'Apache  is de tweede lp van de Belgische rockgroep TC Matic uit 1982.

## Tracklist
1. Middle Class And Blue Eyes
2. Que Pasa
3. Touch me
4. Rip-Off Poppoff
5. Mon Ami Louis
6. Just Another joke
7. Le Java
8. I'm Not Gonna Listen
9. Les Zazous
10. Stay Scared Stay Alive
11. La-Bas

## Meewerkende artiesten
- Arno Hintjens (harmonica, zang)
- Ferre Baelen (basgitaar)
- Jean-Marie Aerts (elektrische gitaar, gitaar)
- Rudy Cloet (drums)
- Serge Feys (synthesizer, klavier)